# 利扎达
利扎达是巴西托坎廷斯州的一个市镇。总面积5723.201平方公里，总人口3635人，人口密度0.6人/平方公里。